# Deutscher Kanu-Verband

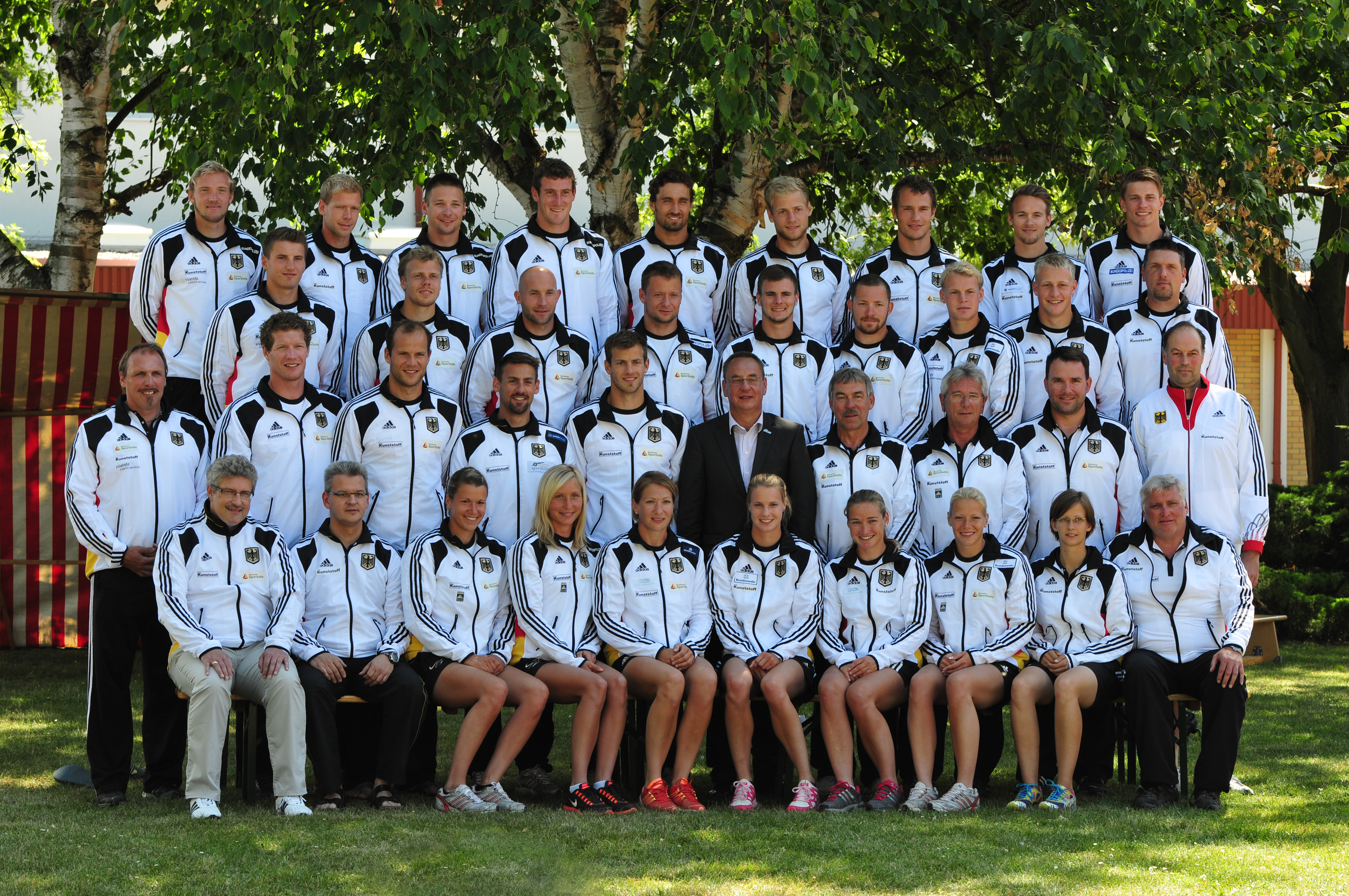
Deutsche Kanurennsport-Nationalmannschaft 2013

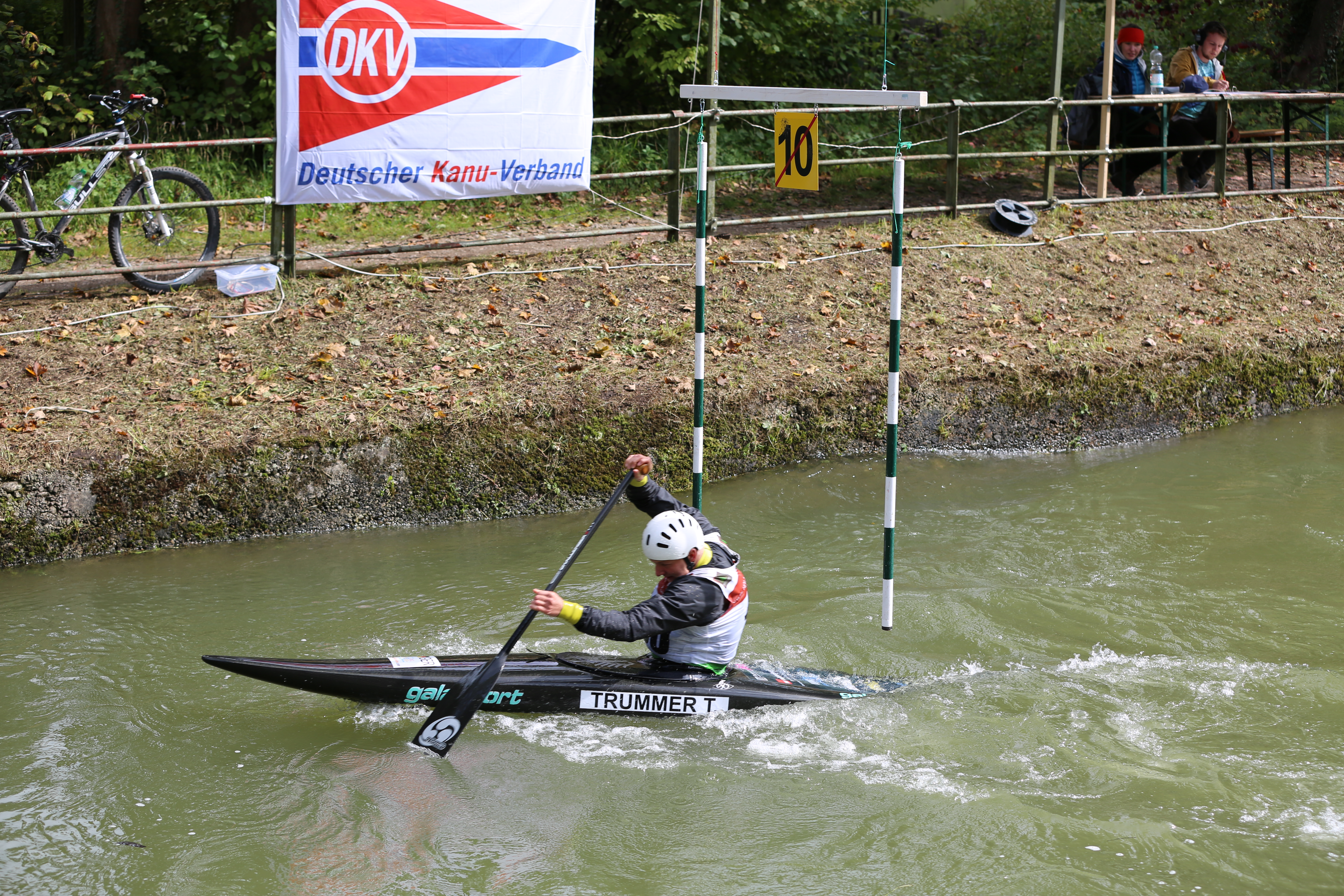
Deutsche Meisterschaft 2017 im Kanuslalom

Der Deutsche Kanu-Verband e. V. (DKV) ist der im Deutschen Olympischen Sportbund organisierte Dachverband für den Kanusport in Deutschland. Der DKV hat die Rechtsform eines gemeinnützigen eingetragenen Vereins und besteht aus 18 Landesverbänden, in denen die Kanuvereine oder Einzelmitglieder organisiert sind. Im Jahr 2023 hatte er über 127.000 Mitglieder in nahezu 1300 angeschlossenen Vereinen und ist damit der größte Kanuverband der Welt.
Sitz des Verbandes und der Bundesgeschäftsstelle ist Duisburg. DKV-Präsidentin ist seit 2024 Dajana Pefestorff.

## Profil
Der DKV versteht sich als Interessenvertretung aller Kanuten in Deutschland, d. h., er vertritt nicht nur die in seinem Verband organisierten Kanusportler, sondern auch die in anderen Organisationsformen oder nicht organisierten Paddler. Neben der Förderung des Wettkampf- und Freizeitsports befasst er sich auch mit umweltpolitischen Themen, die für den Kanusport relevant sind und arbeitet daher im Kuratorium Sport und Natur mit.
Der DKV ist einer der erfolgreichsten Sportverbände Deutschlands und stellte seit 1992 jeweils den erfolgreichsten Teil der deutschen Olympiamannschaft. Die deutschen Kanuten gewannen bei den Olympischen Spielen 2008 in Peking 3 der 16 deutschen Goldmedaillen (bei den Olympischen Spielen 2004 waren es 4 von 13, 2000 4 von 14, 1996 5 von 20 und 1992 6 von 33), insbesondere das Kanurennsport-Nationalteam ist seit Jahren Weltspitze.
Der DKV, seine Landesverbände und Vereine führen jährlich zirka 700 Freizeitsport-, zirka 500 Wettkampf- sowie zirka 600 Aus- und Fortbildungsveranstaltungen durch. Diese sind in dem seit 1980 erscheinenden DKV-Sportprogramm verzeichnet, alle Veranstaltungen sind zudem bundesweit über die Verbandswebseite abrufbar.
Der DKV war Hauptinitiator und Gründungsmitglied des Internationalen Kanuverbandes und ist der für alle Varianten des Kanusports zuständige Fachverband des Deutschen Olympischen Sportbundes. Zudem ist er Mitglied im Deutschen Naturschutzring.

## Geschichte
Am 15. März 1914 fand im Hotel „Zum Kronprinzen“ in Hamburg auf Initiative des Canoe-Club Alsterbrüder (CCAB) und Alfred Korn die Konstituierung statt. Am 8. Januar 1920 erschien das erste Heft der (bis heute erscheinenden) Verbandszeitschrift „KANU-SPORT“. Die Zahl der Vereine nahm schnell zu und erreichte 1931 462 Vereine mit rund 50.000 Mitgliedern.
Im Jahr 1934 wurde der DKV im Zuge der Gleichschaltung aller Organisationen in das Fachamt Kanusport im Deutschen Reichsbund für Leibesübungen umgewandelt und daher 1945 wie alle NS-Organisationen aufgelöst. 1938 gab es zirka 1.128 Vereine mit 500 Bootshäusern und 44.129 Mitgliedern. Der DKV ging 1937 von insgesamt 250.000 Bootsbesitzern in Deutschland aus, fast ausschließlich mit Faltbooten und die meisten waren von Klepper (bis 1935 produzierte die Werft 90.000 Stück).
1949 wurde der DKV wiedergegründet. Sein Bereich beschränkte sich zunächst auf die amerikanische und britische Zone in Westdeutschland, später auf das gesamte Gebiet der damaligen Bundesrepublik. Analog zur föderalen Staatsform wurde der DKV als Dachverband seiner Landesverbände gestaltet. Ab 1951 war Hans Egon Vesper Geschäftsführer, der 1961 Schriftleiter von Kanu-Sport und 1972 Präsident des Propaganda- und Informations-Komitees der Internationalen Kanu-Föderation wurde. 1952 wurde der DKV in die International Canoe Federation aufgenommen. Bei den Olympischen Spielen in Helsinki nahm er mit zehn Sportlern teil und erntete drei Bronzemedaillen. 1955 war die Zahl der Mitglieder auf 40.000 und die Zahl der Vereine auf 614 angewachsen.
Der Freizeit- und Wettkampfbetrieb nahm in den Folgejahren immer vielfältigere Formen an. Zahlreiche neue Disziplinen fanden Anerkennung im Verband (inklusive Ausrichtung deutscher Meisterschaften). Im Frühjahr 1991 vollzog der DKV die Vereinigung mit dem Deutschen Kanusport-Verband (DKSV) der DDR.
Im Jahr 2014 feierte der DKV sein 100-jähriges Bestehen und gleichzeitig das 120.000. Mitglied. Ab 2005 gab es einen kontinuierlichen Mitgliederzuwachs beim DKV, der aus rund 1.300 Vereinen und 18 Landesverbänden besteht, und damit der größte Kanuverband der Welt ist.

## Gremien

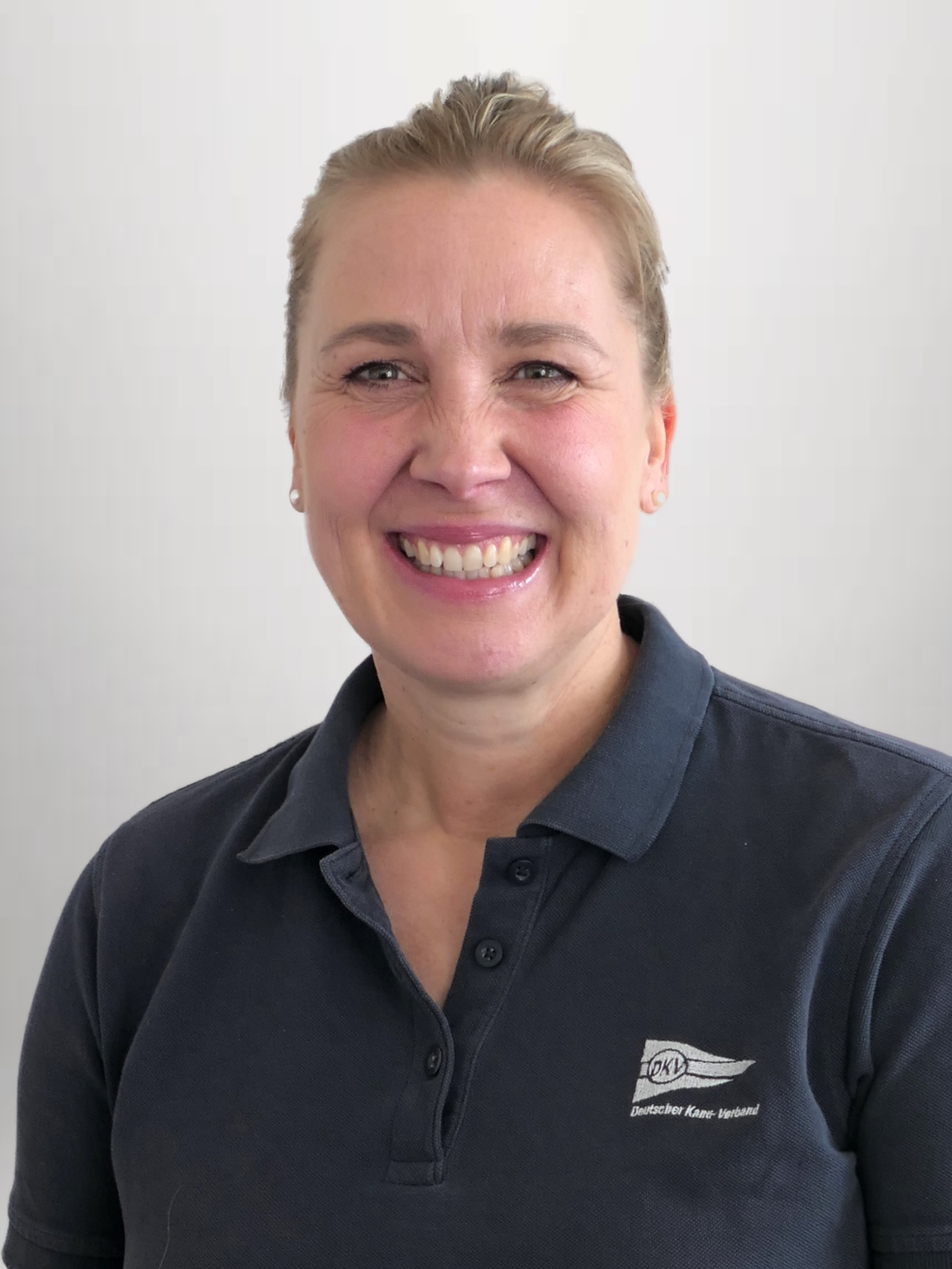
DKV-Präsidentin Dajana Pefestorff seit 2024

Den Vorstand des DKV bildet das siebenköpfige DKV-Präsidium, das alle Grundsatzentscheidungen fällt. Für das Tagesgeschäft ist die dreiköpfige hauptamtliche Geschäftsführung zuständig. Höchste Beschlussorgane sind der halbjährlich tagende DKV-Verbandsausschuss sowie der alle zwei Jahre zusammenkommende Deutsche Kanutag.
Der DKV unterscheidet die beiden Bereiche „Leistungssport“ sowie „Freizeitsport“. Die wichtigsten Sparten bilden eigene „Ressorts“ mit untergeordneten Referaten.
Das DKV-Präsidium besteht seit 2024 aus Präsidentin Dajana Pefestorff (Potsdam) sowie die Vizepräsidenten Peter Ludwig (Biberach, Finanzen & Inneres), Joachim Schwarzrock (Essen, Leistungssport), Karl Hauck (Flein, Leistungssport), Gabriele Koch (Bornheim, Freizeitsport), Ulrike Schreck (Bremen, Verbandsentwicklung) und Marco Seider (Waghäusel, Jugend). Der Geschäftsführung gehören Torsten Weil (Generalsekretär), Oliver Strubel (Geschäftsführer Freizeitsport) und Jens Kahl (Sportdirektor) an.

## Sportarten

### Ressorts Leistungssport
- Kanu-Rennsport (olympische Disziplin); Ressortleiter: Hans-Walter Humme
- Kanu-Slalom (olympische Disziplin); Ressortleiter: Markus Flechtner
- Para-Kanu (paralympische Disziplin): Ressortleiter: Volker Reichel
- Kanu-Polo (World-Games-Programmsportart); Ressortleiter: Julia Meyer
- Kanu-Wildwasserrennsport; Ressortleiter: Achim Overbeck
- Kanu-Drachenboot; Ressortleiter: Martin Alt
- Kanu-Segeln; Ressortleiter: Emma Grigull
- Kanu-Freestyle; Ressortleiter: Anne Sommerauer
- Stand Up Paddling; Ressortleiter: Michael Karst
- Kanu-Marathon; Ressortleiter: Jan Reger
- Trendsport; Ressortleiter: Guido Wrede
  - Rafting  (Referat); Referent: Peter Micheler
  - Kanu-Mehrkampf (Referat); Referent: Günter Müller
  - Ocean-Canoe (Referat);  Referent: Jerome Friedrich/Guido Wrede
  - Boater Cross (Referat); Referent: Georg Oberrieser

In den meisten Leistungssport-Disziplinen werden jährliche deutsche Meisterschaften ausgetragen.

### Ressorts Freizeitsport
- Breitensport: Karin Haffke
- Service: Ressortleiter: Alexandra Knorr
- Sicherheit und Material; Ressortleiter: Stefan Bühler
- Umwelt und Gewässer; Ressortleiter: Petra Schellhorn

## Zentralressorts
- Ausbildung; Ressortleiter: Gustav Dröse
- Öffentlichkeitsarbeit und Verbandsentwicklung; Referentin: Olivia Binde[6]

## Tätigkeitsschwerpunkte

### Freizeitsport
Der Großteil der Mitglieder ist im Kanu-Freizeitsport (insbesondere dem Kanuwandern) aktiv. Der DKV koordiniert die zahlreichen Veranstaltungen in diesem Bereich und bemüht sich um eine Qualifizierung seiner Mitglieder. Einzelne Referenten kümmern sich um Spezialbereiche wie Wildwasserpaddeln, Küstenkanuwandern, Sicherheit, Faltboot, Wasserbau, Wanderfahrtenwettbewerbe etc. Eines der Hauptanliegen des Verbandes ist dabei der Schutz der Gewässer und die Sicherstellung ihrer Nutzungsmöglichkeit für Kanusportler. Angesichts von bundesweit über 800 ganz oder teilweise aus Naturschutzgründen für den Kanusport gesperrter Gewässer bemüht er sich bei Konflikten um einvernehmliche Regelungen mit den Beteiligten und konnte für etliche Flussabschnitte moderate Regelungen erzielen. Hierbei arbeitet er auch mit dem Bundesverband Kanu zusammen.

### Leistungssport
Der DKV organisiert das Wettkampfwesen und die Ausbildung in elf Wettkampfdisziplinen und entsendet hierin Nationalmannschaften zu internationalen Wettkämpfen. Zu den Ansatzpunkten des Verbandes gehören neben der Berufung und Betreuung der Kaderathleten in Lehrgängen durch verbandseigene Bundestrainer die Aus- und Fortbildung von Trainern und Kampfrichtern, die Festlegung von Wettkampfbestimmungen.

### Ausbildung
Die Vereine und Landes-Kanu-Verbände bieten dabei zahlreiche Kanukurse für Einsteiger und Fortgeschrittene an, an denen zumeist auch Nichtmitglieder teilnehmen können. Der DKV führt zahlreiche Lizenzlehrgänge für Übungsleiter und Betreuer durch und stellt als zuständiger Fachverband die DOSB-Trainerlizenzen für Kanurennsport, Kanuslalom, Wildwasserrennsport, Kanupolo und Kanudrachenboot (jeweils A-, B- und C-Lizenz) sowie Kanuwandersport (Fachübungsleiter und Kanulehrer B) aus. Darüber hinaus gibt es Lehrgänge für Jugendleiter und Trainerassistenten sowie Kampfrichter der einzelnen Disziplinen.
Als Qualifikationsnachweis für Paddler vergibt der DKV auf freiwilliger Basis den fünfstufigen Europäischen Paddel-Pass Deutschland.
Vereine, die regelmäßig qualifizierte für Nichtmitglieder offene Kanukurse anbieten, werden als DKV-anerkannte Kanu-Ausbilder ausgezeichnet.

### Vereine
Der DKV bemüht sich derzeit um eine stärkere Vernetzung seiner Vereine. Eine erste Initiative war der Aufbau eines Netzes an DKV-Kanustationen, in dem zirka 200 Kanuvereine ihre Bootshäuser und Vereinsgelände anderen Kanuten zum Übernachten zur Verfügung stellen. Dazu wurden bestimmte Kriterien wie eine ausreichende Anlegemöglichkeiten, Platz für Zelte oder sanitäre Einrichtungen festgelegt, die erfüllt werden müssen, damit sich ein Übernachtungsplatz als DKV-Kanustation bezeichnen darf.
Um innovative und beispielhaft aktive Vereine auszuzeichnen, wurde die Initiative aktiver Kanuverein gestartet.

### Service
Um umfangreichere Serviceleistungen um den Kanusport anbieten zu können, hat der DKV 1981 seine wirtschaftlichen Aktivitäten in eine eigene Tochterfirma, die DKV Wirtschafts- und Verlags-GmbH mit Sitz in Duisburg, ausgelagert. Diese gibt die Standardnachschlagewerke für Kanuwanderer, die DKV-Flussführer, sowie andere Kanufachbücher, Kalender sowie die Smartphone-App Canua heraus. Außerdem verlegt sie das Verbandsorgan KANU-SPORT, verwaltet den verbandseigenen Campingplatz und bietet als Versandhandel Kanu-Fachliteratur und Sportbekleidung an.

## Landesverbände
- Kanu-Verband Baden-Württemberg
- Bayerischer Kanu-Verband
- Landes-Kanu-Verband Berlin
- Landes-Kanu-Verband Brandenburg
- Landes-Kanu-Verband Bremen
- Hamburger Kanu-Verband
- Hessischer Kanu-Verband
- Landes-Kanu-Verband Mecklenburg-Vorpommern
- Landes Kanu-Verband Niedersachsen
- Kanu-Verband Nordrhein-Westfalen
- Pfälzischer Kanu-Verband
- Kanu-Verband Rheinhessen
- Kanu-Verband Rheinland
- Saarländischer Kanu-Bund
- Sächsischer Kanu-Verband
- Landes-Kanu-Verband Sachsen-Anhalt
- Landes-Kanu-Verband Schleswig-Holstein
- Thüringer Kanu-Verband

## Präsidenten des DKV
- 1914–1918: Alfred Korn (Hamburg)
- 1918–1930: Franz Reinicke (Köln)
- 1930–1931: Hans Sievers (Hamburg) (kommissarisch)
- 1931–1945: Max Eckert (München)
- 1949–1961: Otto Vorberg (Wuppertal)
- 1961: Max Eckert (München)
- 1961: Walter Künne (Hannover)
- 1961: Panke (Wuppertal)
- 1961–1965: Walter Künne (Hannover)
- 1965–1981: Peter Maaßen (Duisburg)
- 1981–2005: Ulrich Feldhoff (Oberhausen)
- 2005–2010: Olaf Heukrodt (Leipzig)
- 2010–2021: Thomas Konietzko (Wolfen)
- 2021- 2024: Jens Perlwitz (Kassel)
- seit 2024: Dajana Pefestorff (Potsdam)